# Wuisse
Wuisse település Franciaországban, Moselle megyében. Lakosainak száma 62 fő (2022. január 1.). Wuisse Château-Voué, Conthil, Guébestroff, Val-de-Bride, Lidrezing, Saint-Médard és Zarbeling községekkel határos.

## Népesség
A település népessége az elmúlt években az alábbi módon változott:
| Lakosok száma | 63   | 64   | 67   | 63   | 62   | 60   | 59   | 59   | 62   |
|               | 2013 | 2015 | 2016 | 2017 | 2018 | 2019 | 2020 | 2021 | 2022 |